# マイママ・マラッカー
マイママ・マラッカー（Mayimama Marakkarまたはマヤママ Mayamama Marakkar）は、16世紀のカリカットの外交官（大使）で船乗り。   
マイママは、コラティリ（Kolathiri）王と関係の深い地元の商人だった。コラティリ・ラジャに対して、ポルトガル人との密接な関係に対する不満を表明したところ、コラティリ王がそれをポルトガル人に秘密裏に伝えた。このため、悪名高いポルトガル船長ヴィセンテ・ソドレが行動を起こし、マイママの船を攻撃した。このため、マイママはポルトガル人に対する憤慨と復讐心を強めた。
マイママはインドの代表的な反ポルトガル勢力の街であるカリカットに移り、その領主のザモリンがポルトガルに対抗するための外交活動を支援した。1504年から、エジプトのマムルーク朝に対するカリカットの外交作戦を指揮し、カリカット王国を含むインドの沿岸諸国を組織して、ポルトガルに対抗する国際的な軍事的な協力関係を成立させた。
マイママの外交は報われた。もともと、マムルーク朝のスルタンとグジャラートのスルタンはポルトガルに対抗するための軍備を準備していた。マムルーク朝に派遣されたマイママは、マムルーク朝の軍船12隻とともに、1508年にポルトガルと戦うために帰国した。
こうして、インド西部のチャウル港にいたポルトガル艦隊を、約1,500人の水夫からなるマムルーク朝とグジャラートの連合艦隊が攻撃した（チャウル海戦）。連合軍は激しい戦いに勝利したが、マイママを含む多くの戦士の命が犠牲になった。